# Leptinopterus erythrocnemus
Leptinopterus erythrocnemus is een keversoort uit de familie vliegende herten (Lucanidae). De wetenschappelijke naam van de soort is voor het eerst geldig gepubliceerd in 1847 door Burmeister.